# 川本良平
川本 良平（かわもと りょうへい、1982年4月28日 - ）は、広島県呉市出身の元プロ野球選手（捕手）。右投右打。
現在はアパグループの会社員で、東京本部法人営業部チーフマネジャー。

## 来歴・人物

### プロ入り前
中学1年でシニアで捕手を始め、高校は崇徳高校に進学。高校通算打率4割超、25本塁打と強打の4番捕手として大活躍したが、県大会は進学校の広高校に惜敗しベスト8止まりで甲子園出場はならなかった。最後の試合の打順は６番である。この打順が裏目となり惜敗した。亜細亜大学では2年上に小山良男がいたため、2年までは一塁手と外野手を主に守っていた。2年次に亜大の春秋連覇に貢献し、内野手として日米大学野球選手権大会代表にも選ばれた。その後小山の卒業後に正捕手に定着した。東都大学リーグ通算82試合出場、262打数56安打、打率.214、3本塁打、19打点。ベストナイン1回。大学では打撃の確実性に苦しんだが、2004年度ドラフト会議では、早くから川本をマークしていたヤクルトスワローズから指名を受けた。4巡目指名ながら推定契約金が上限の1億円と、自由枠待遇の契約でプロ入りしている。背番号も古田敦也（当時27）の「次」である「28」を与えられるなど、入団当初からポスト古田と期待された。

### ヤクルト時代

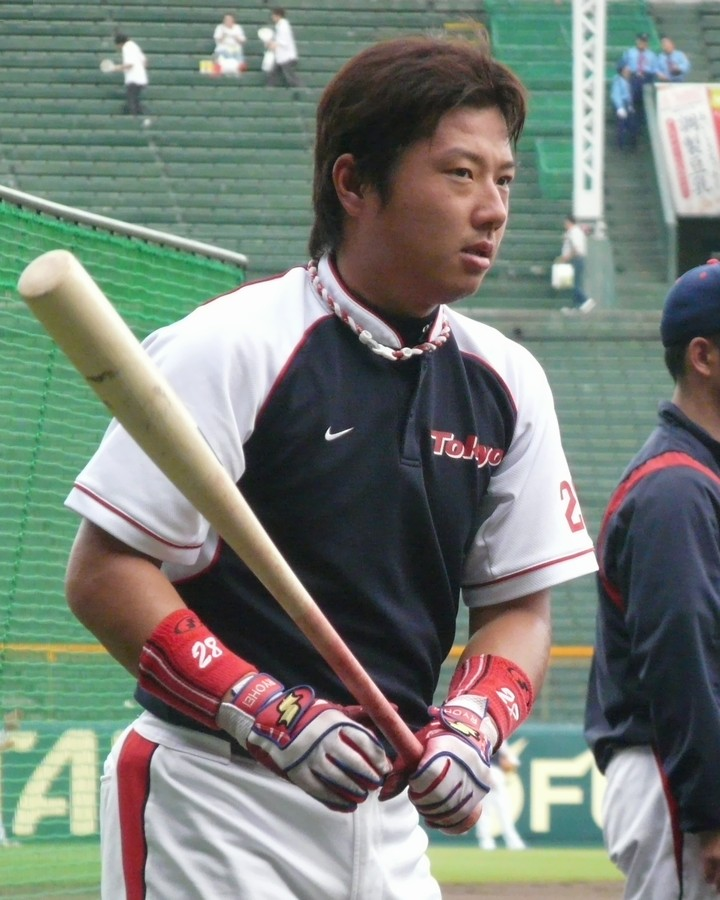
ヤクルト時代（2008年7月16日、阪神甲子園球場）

2005年は新人ながら一軍キャンプスタートを勝ち取り、古田から打撃のアドバイスを受けるなど貴重な経験を積んだ。早くから一軍を経験させるため、4月19日に登録枠が空いた際には、ごく短期間ながら一軍にも登録されたが、選手としての出場はならなかった。二軍では早くから起用され、フレッシュオールスターにも捕手として内定していた。しかし左手首を故障して、出場を辞退することになった。8月に手首の手術を決断し、残りのシーズンはリハビリに当てることになった。
2006年は故障明けであることから二軍スタートであったが、二軍で正捕手の座を確保し、チーム最多の66試合に捕手として出場した。打率.216、2本塁打ながら、プロのスピードに慣れてきた。2007年1月23日に一般人の女性との結婚を発表した。
2007年も二軍スタートとなったが、開幕から好調を保ち、俊足を活かして外野にも挑戦した。二軍で7月頭に打率・打点・本塁打・盗塁・得点の5部門でチームトップの成績を残したことが評価され、一軍に昇格した。7月7日の対巨人戦で一軍初出場初スタメンを果たし、5回に深田拓也から放った初安打がプロ初本塁打（3点本塁打）となり、守備では投手陣を好リードして完封リレーに導くなど、鮮烈なデビューを飾った。7月19日には、2年前に辞退したフレッシュオールスターに5番一塁手で出場。8月半ばから一軍捕手のスタメンに定着し、打率こそ.208と低いものの、最終的に51試合出場、7本塁打、6盗塁、19打点の活躍を見せた。また、二軍では打率.315、6本塁打、12盗塁を記録した。
2008年は3年ぶりの一軍キャンプスタートとなったが、2月8日に全治一ヶ月の左太股の肉離れを発症し出遅れた。二軍では前年同様に好成績を残し、5月29日に一軍に昇格した。6月半ばまでは打率3割を維持するなど、正捕手定着となるかと思わせたが、捕球のミスなどで信頼を掴みきるにはいたらず、打撃成績も徐々に低下した。7月から8月にかけてはベンチスタートの機会も増え、盗塁阻止率リーグ1位を記録した福川将和との併用が続くなど、前年の勢いを逸する形となった。
2009年は相川亮二がFAで横浜ベイスターズから移籍し、正捕手争いが更に激化した。第二・第三捕手としてベンチを暖めることが多い中、8月7日の巨人戦で自身初の満塁本塁打を放ち、CS争いが激しく繰り広げられていた最中に相川がわき腹の肉離れにより離脱。残り試合のマスクを被ることになり、10月6日からの6連勝、およびCS出場に貢献した。10月8日の阪神戦では大きな追加点となる3号2ラン本塁打などシーズン終盤で大きな働きをみせた。
2010年も前年と同様に控え捕手として一軍に帯同。4月3日の横浜戦では山口俊から球団としては40年ぶりの代打逆転サヨナラ本塁打を放ち、10月8日の巨人戦では延長10回表に高木康成から勝ち越しとなる3ラン本塁打を放つなどの活躍はあったものの、シーズンの通算打率は.190と精彩を欠いた。
2011年は相川に次ぐ二番手捕手として活躍し、「ドライチ4兄弟」と呼ばれた増渕竜義、村中恭兵、由規、赤川克紀らの登板試合では先発マスクを被る機会が多く、強気のリードで若手投手の成長と躍進を支えた。また、代走での出場機会も多かった。9月2日の巨人戦で走塁時に負傷。当初は右足首捻挫と発表されたが、後に両足靱帯断裂と判明しそのままシーズンを終えた。
2012年には、中村悠平の台頭に伴って、一軍公式戦への出場機会が激減した。

### ロッテ時代

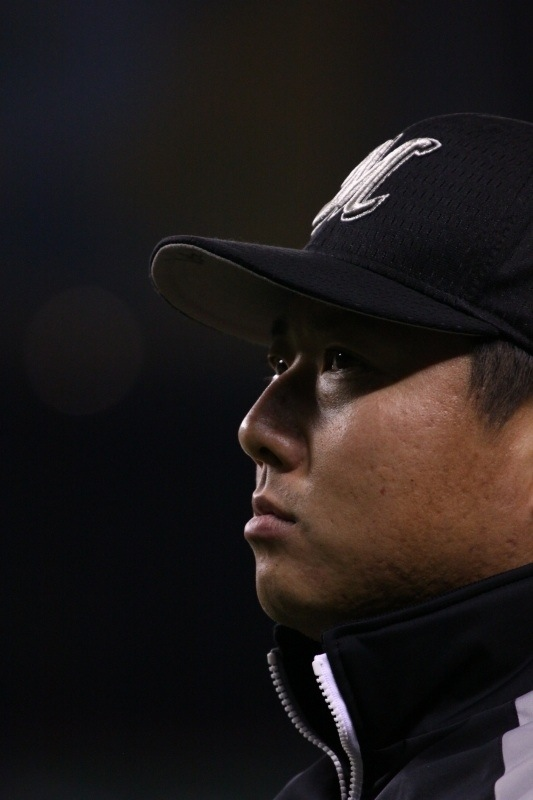
ロッテ時代（2013年）

2013年3月25日に、田中雅彦との交換トレードで千葉ロッテマリーンズへ移籍。移籍後は、里崎智也の故障などを背景に、一軍公式戦で江村直也・金澤岳と併用され、47試合に出場した。
2014年には、里崎の故障離脱で正捕手確保のチャンスが訪れたが、一軍公式戦では前年より少ない21試合の出場にとどまった。しかし、8月6日の対東北楽天ゴールデンイーグルス戦（QVCマリンフィールド）では、6回裏に代走で出場。7回表からそのままマスクをかぶると、9回裏1死1・3塁で迎えた打席でブライアン・ファルケンボーグから適時打を放ち、9回表までに5点差を付けられていたチームをサヨナラ勝ちに導いた。
2015年には、一軍公式戦への出場機会がなく、10月3日に球団から戦力外通告を受けた。

### 楽天時代
2015年11月12日から、栗原健太（前・広島東洋カープ）・山内壮馬（前・中日ドラゴンズ）・金無英（前・福岡ソフトバンクホークス）と共に、入団テストを兼ねて東北楽天ゴールデンイーグルスの秋季キャンプに参加。捕手出身の監督・梨田昌孝から「バッティングの良い捕手」という評価を受けた。同月15日の紅白戦終了後、梨田が約4200人の観衆の前で川本を含む4人全員の合格を発表。12月7日、コボスタ宮城敷地内の「イーグルスドーム」において栗原、山内、金と合同での入団会見を行った。背番号は68。
2016年オフの12月2日に自由契約公示された。なお同年の学生野球資格回復研修を受講した上で、翌2017年2月7日に日本学生野球協会より学生野球資格回復の適性認定を受けたことにより、学生野球選手への指導が可能となった。独立リーグで選手兼任コーチや軟式野球での監督などといった誘いはあったものの、NPB球団からの誘いはなく、3月3日に現役引退を発表した。

### 現役引退後
ロッテ時代の同僚である角中勝也の激励会に参加した際、アパホテルの専務・元谷拓と知り合い、元谷から誘いを受けてアパグループに就職。2017年3月1日より勤務している。2020年現在時は東京本社の法人営業部でチーフマネジャーを務めている。
アパグループのホテル営業マンとしても活躍しており、ロッテ戦で毎年開催されているイベント「アパホテル・デー」が、2017年からヤクルト戦でも開催されるようになったのは、川本がヤクルト球団社長の衣笠剛に直談判の営業を行った成果である。同イベントの元谷芙美子による始球式では川本が捕手役を務めている。ほか、アパホテル&リゾート横浜ベイタワーの全室にオリジナルドライヤーを選定したのも川本だという。
アパグループで元プロ野球選手を採用したのは川本が初めて。「プロ野球選手のセカンドキャリアのパイオニアになってほしい」と期待を寄せられ、川本の後には江柄子裕樹や土田瑞起が入社している。

## 選手としての特徴
打撃にはパンチ力があり、捕手ながら走力も兼ね備えている。大学時代は中堅手としても好守備を見せており、50メートル走のタイムは6秒1。以前は肩が弱点であったが、2007年には盗塁阻止率.410を記録した。

## 詳細情報

### 年度別打撃成績
| 年 度     | 球 団     | 試 合 | 打 席 | 打 数 | 得 点 | 安 打 | 二 塁 打 | 三 塁 打 | 本 塁 打 | 塁 打 | 打 点 | 盗 塁 | 盗 塁 死 | 犠 打 | 犠 飛 | 四 球 | 敬 遠 | 死 球 | 三 振 | 併 殺 打 | 打 率 | 出 塁 率 | 長 打 率 | O P S |
| --------- | --------- | ----- | ----- | ----- | ----- | ----- | -------- | -------- | -------- | ----- | ----- | ----- | -------- | ----- | ----- | ----- | ----- | ----- | ----- | -------- | ----- | -------- | -------- | ----- |
| 2007      | ヤクルト  | 51    | 166   | 144   | 22    | 30    | 3        | 2        | 7        | 58    | 19    | 6     | 0        | 3     | 2     | 14    | 0     | 3     | 38    | 1        | .208  | .288     | .403     | .691  |
| 2008      | ヤクルト  | 65    | 176   | 154   | 18    | 39    | 12       | 1        | 2        | 59    | 21    | 0     | 1        | 3     | 2     | 12    | 1     | 5     | 50    | 6        | .253  | .324     | .383     | .707  |
| 2009      | ヤクルト  | 39    | 73    | 66    | 8     | 13    | 1        | 0        | 3        | 23    | 9     | 0     | 0        | 2     | 0     | 4     | 0     | 1     | 15    | 3        | .197  | .254     | .348     | .602  |
| 2010      | ヤクルト  | 42    | 88    | 79    | 9     | 15    | 3        | 0        | 2        | 24    | 9     | 1     | 1        | 0     | 2     | 6     | 0     | 1     | 18    | 2        | .190  | .250     | .304     | .554  |
| 2011      | ヤクルト  | 42    | 83    | 75    | 7     | 13    | 1        | 1        | 2        | 22    | 4     | 1     | 0        | 1     | 0     | 5     | 0     | 2     | 23    | 0        | .173  | .244     | .293     | .537  |
| 2012      | ヤクルト  | 27    | 47    | 43    | 4     | 11    | 2        | 0        | 1        | 16    | 4     | 0     | 1        | 0     | 0     | 3     | 1     | 1     | 13    | 1        | .256  | .319     | .372     | .691  |
| 2013      | ロッテ    | 47    | 103   | 91    | 5     | 17    | 2        | 0        | 0        | 19    | 5     | 1     | 0        | 6     | 0     | 6     | 0     | 0     | 25    | 1        | .187  | .237     | .209     | .446  |
| 2014      | ロッテ    | 21    | 41    | 38    | 2     | 6     | 2        | 0        | 2        | 14    | 6     | 0     | 0        | 3     | 0     | 0     | 0     | 0     | 8     | 0        | .158  | .158     | .368     | .526  |
| 2016      | 楽天      | 11    | 23    | 19    | 1     | 3     | 1        | 0        | 0        | 4     | 2     | 0     | 0        | 2     | 0     | 1     | 0     | 1     | 4     | 0        | .158  | .238     | .211     | .449  |
| 通算：9年 | 通算：9年 | 345   | 800   | 709   | 76    | 147   | 27       | 4        | 19       | 239   | 79    | 9     | 3        | 20    | 6     | 51    | 2     | 14    | 194   | 14       | .207  | .272     | .337     | .609  |

### 年度別守備成績
| 年度 | 捕手   | 捕手 | 捕手 | 捕手 | 捕手 | 捕手 | 捕手 | 捕手   | 捕手   | 捕手   | 捕手   |
| 年度 | 守備率 | 試合 | 刺殺 | 補殺 | 失策 | 併殺 | 捕逸 | 企図数 | 許盗塁 | 盗塁刺 | 阻止率 |
| ---- | ------ | ---- | ---- | ---- | ---- | ---- | ---- | ------ | ------ | ------ | ------ |
| 2007 | .988   | 49   | 305  | 19   | 4    | 1    | 3    | 17     | 10     | 7      | .412   |
| 2008 | .989   | 63   | 352  | 21   | 4    | 3    | 2    | 26     | 22     | 4      | .154   |
| 2009 | 1.000  | 25   | 111  | 10   | 0    | 2    | 1    | 9      | 7      | 2      | .222   |
| 2010 | .987   | 25   | 143  | 13   | 2    | 1    | 2    | 14     | 11     | 3      | .214   |
| 2011 | 1.000  | 29   | 141  | 19   | 0    | 1    | 2    | 4      | 2      | 2      | .500   |
| 2012 | 1.000  | 16   | 67   | 4    | 0    | 0    | 0    | 6      | 6      | 0      | .000   |
| 2013 | .985   | 46   | 182  | 16   | 3    | 1    | 3    | 18     | 12     | 6      | .333   |
| 2014 | .985   | 21   | 49   | 7    | 0    | 0    | 1    | 10     | 7      | 3      | .300   |
| 2016 | 1.000  | 7    | 36   | 5    | 0    | 0    | 0    | 10     | 8      | 2      | .200   |
| 通算 | .991   | 281  | 1386 | 114  | 13   | 9    | 14   | 114    | 85     | 29     | .254   |

### 記録
- 初出場・初先発出場：2007年7月7日、対読売ジャイアンツ11回戦（明治神宮野球場）、7番・捕手で先発出場
- 初打席：同上、2回裏にGGの前に空振り三振
- 初安打・初本塁打・初打点：同上、5回裏に深田拓也から左越3ラン
- 初盗塁：2007年7月10日、対広島東洋カープ9回戦（明治神宮野球場）、2回裏に二盗（投手：佐々岡真司、捕手：石原慶幸）

### 背番号
- 28 （2005年 - 2012年）
- 39 （2013年 - 2015年）
- 68 （2016年）

### 登場曲
- B.F.F. - 加藤ミリヤ
- バタフライ - Smile.dk
- Resolver - 吉俣良作曲[注釈 1]
- にんじゃりばんばん - きゃりーぱみゅぱみゅ （2014年 - 2016年）

## 関連情報

### 関連書籍
- 『道を拓く：元プロ野球選手の転職』（長谷川晶一著、扶桑社、2024年10月、ISBN 9784594099077）